# コンゴ・スクウェア

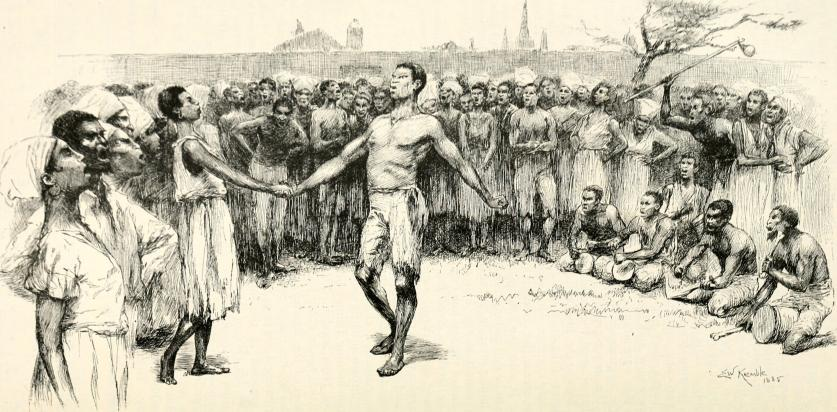
18世紀後半頃のコンゴ・スクウェアの様子

コンゴ・スクウェア (Congo Square)とは、米国ルイジアナ州ニューオーリンズ市内のトレメ地域に存在する広場の名称である。この広場でかつて展開された音楽の演奏がジャズの誕生につながったと言われている。現在は、ルイ・アームストロング・パークの一部となっている。

## 歴史
ルイ・アームストロング・パークは、市の中心街であるフレンチ・クオーターの北西境界線のランパート・ストリートを隔てた向かい側に位置しており、コンゴ・スクウェアはパークの南端にある。1718年のニューオーリンズ市設立以来、人々の集まる社交場として機能してきた。
当初は「黒人の広場 (Place de Negroes)」と呼ばれ、1803年にルイジアナ州が米国領になる以前から、黒人たちがここに集まり、青空市場を開き打楽器を鳴らしてダンスに興じていた。1817年には、ニューオーリンズ市でアフリカ系奴隷が日曜日に集まりダンスに興じることを許可する法律が制定され、その会場は市長が定めるとされた。会場として選ばれたのがコンゴ・スクウェアだった。
ここで展開されたアフリカン・ビートとダンスは話題を呼び、米国各地から観光客が訪れるようになった。しかしながら、このような音楽とダンスの習慣も徐々に下火になっていき、奴隷制の廃止（1865年）を待たず、南北戦争が始まった頃（1861年）までには行われなくなっていた。

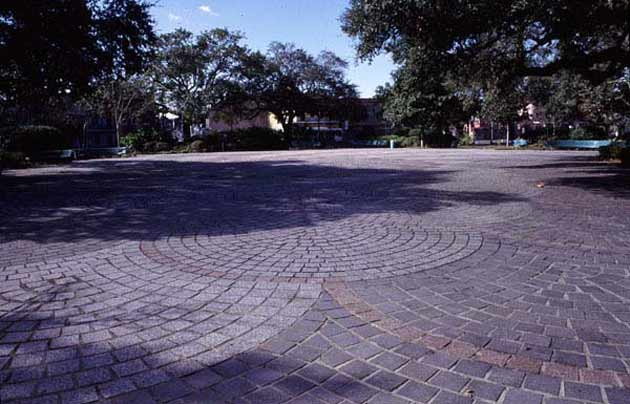
現在のコンゴ・スクウェア

しかし、しばらく経つとまたコンゴ・スクウェアに音楽が聴かれるようになった。有色クレオール人たちがここでブラスバンドのコンサートを開催するようになったのである。彼らのこの演奏がジャズの原点とされ、このためコンゴ・スクウェアはジャズの発祥地と言われている。
19世紀末に、ニューオーリンズ市政府は広場の名前を、P.G.T.ボーリガード将軍に因み「ボーリガード・スクウェア (Beauregard Square)」と正式に改名した。しかしながら、改名後も新名称は定着はせず、従来通りコンゴ・スクウェアの愛称で親しまれた。
1960年代初頭に都市再開発プロジェクトの一環として、コンゴ・スクウェア周辺の建物の多くが取り壊された。その後しばらく更地のまま放置されたあと、1970年代に入ってからコンゴ・スクウェアとその周辺一帯はルイ・アームストロング・パークとして整備された。
1970年に始まったニューオーリンズ・ジャズ&ヘリテッジ・フェスティバルは、初期の二回（1970年、71年）の会場として、コンゴ・スクウェア、並びに同じパーク内にある市営講堂を使用した。会場をフェアグラウンズ競馬場に移した現在も、ステージのひとつをコンゴ・スクウェアと名付けている。
コンゴ・スクウェアは、1993年に米国の国家歴史登録財に追加された。